# Plaże Malibu
Plaże Malibu (ang. Malibu Shores, 1996) – amerykański serial obyczajowy stworzony przez Meg Richman.
Światowa premiera serialu miała miejsce 9 marca 1996 roku na kanale NBC. Ostatni odcinek został wyemitowany 1 czerwca 1996 roku. W Polsce serial nadawany był dawniej w telewizji TVN.

## Obsada
- Keri Russell jako Chloe Walker
- Tony Lucca jako Zack Morrison
- Christian Campbell jako Teddy Delacourt
- Katie Wright jako Nina Gerard
- Greg Vaughan jako Josh Walker
- Tia Texada jako Kacey
- Charisma Carpenter jako Ashley Green
- Jacob Vargas jako Benny
- Randy Spelling jako Flipper Gage
- Walter Jones jako Michael Hammon
- Susan Ward jako Bree
- Essence Atkins jako Julie Tate
- Ian Ogilvy jako Marc Delacourt
- Michelle Phillips jako Suki Walker

## Spis odcinków
| N/o            | Tytuł angielski      |
| -------------- | -------------------- |
|                |                      |
| SERIA PIERWSZA |                      |
|                |                      |
| 01             | Pilot                |
| 02             | Pilot                |
|                |                      |
| 03             | New Kids in Town     |
|                |                      |
| 04             | Against the Wall     |
|                |                      |
| 05             | The Lie              |
|                |                      |
| 06             | Cheating Hearts      |
|                |                      |
| 07             | The Competitive Edge |
|                |                      |
| 08             | The Road Not Taken   |
|                |                      |
| 09             | Hotline              |
|                |                      |
| 10             | The Fall             |
|                |                      |

## Nagrody i nominacje

### NCLR Bravo Awards
- 1996 – Tia Texada - nominacja w kategorii Outstanding Actress in a Drama Series